# Фискальные марки Капской колонии

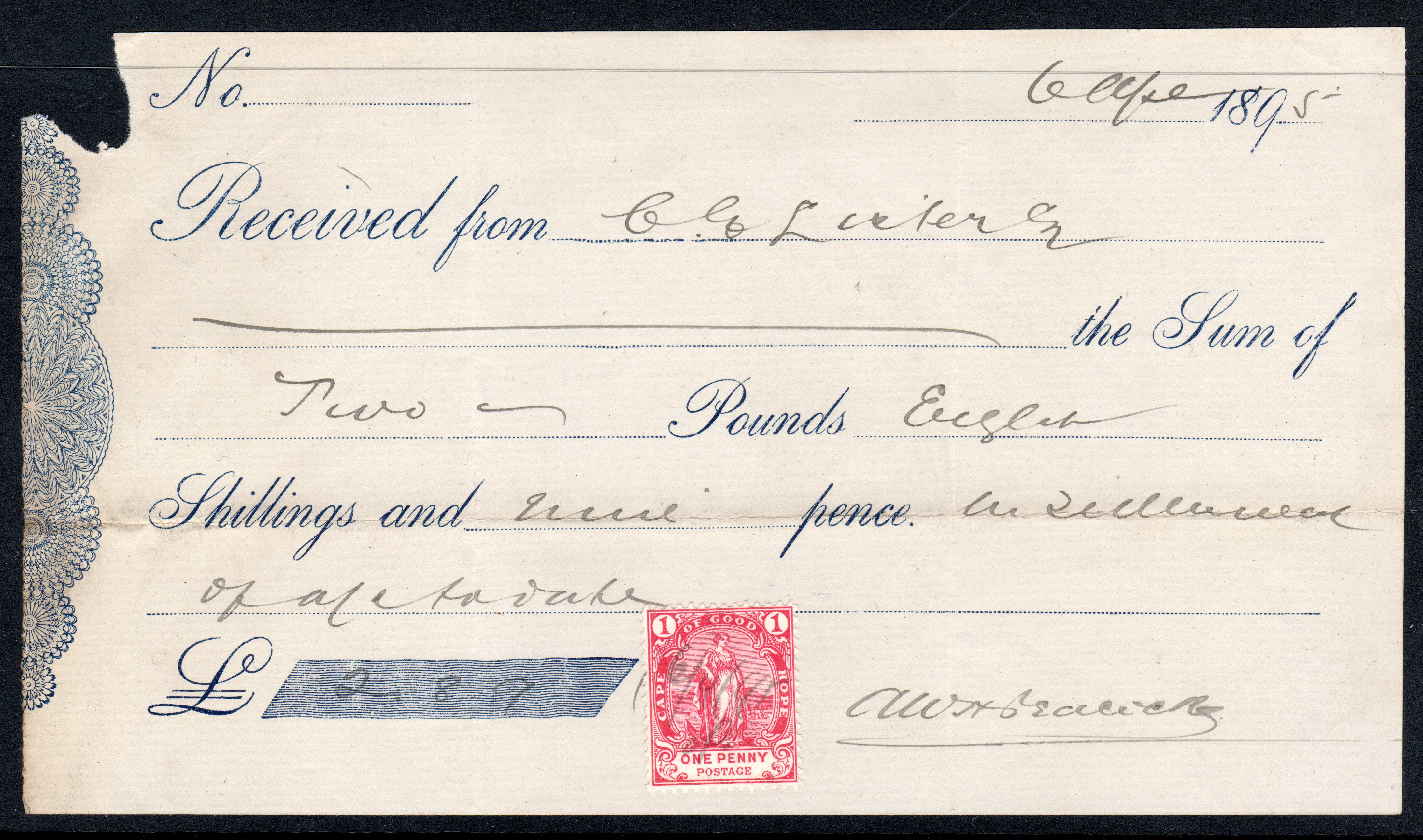
Почтовая марка Капской колонии, использованная в фискальных целях на квитанции 1895 г.

Фиска́льные ма́рки Ка́пской коло́нии — фискальные марки, выпускавшиеся в Капской колонии с 1864 года по 1961 год. Был эмитирован ряд различных марок для нескольких видов налогов и сборов.

## Капская колония
Первые фискальные марки Капской колонии были выпущены в 1864 году. Выпуск состоял из марок одиннадцати номиналов от ½ пенни до 10 фунтов стерлингов. Все марки были беззубцовыми, а основным рисунком была корона. Марка номиналом полпенни была напечатана обычным образом, в то время как марки других номиналов были тиснёными в цвете. Год спустя этот выпуск был заменён выпуском с изображением королевы Виктории. Известны два типа марок: либо с надписью англ. «The Stamp Act of 1864 Cape of Good Hope» (Гербовый акт 1864 года Мыс Доброй Надежды), либо с надписью «Government of Cape of Good Hope» (Правительство Мыса Доброй Надежды). Известны несколько вариантов перфорации и водяных знаков, поскольку этот выпуск оставался в обращении более тридцати лет до конца XIX века. В период с 1870 года по 1887 год также была выпущена уменьшенная версия марки этого рисунка с надписью англ. «Cape of Good Hope Stamp Duty» (Гербовый сбор Мыса Доброй Надежды). В 1898 году вышли марки нового рисунка с изображением аллегорической фигуры Надежды, шестнадцати номиналов от 1 пенни до 20 фунтов стерлингов. Эта марка оставалась в обращении до появления в 1903 году нового выпуска с изображением Эдуарда VII, который оставался в обращении до присоединения колонии к Южно-Африканскому Союзу в 1910 году.
В 1879 году на фискальных марках королевы Виктории была сделана надпечатка англ. «INSURANCE» (Страхование) синего цвета. Такие надпечатки встречаются редко, причём известны также перевёрнутые надпечатки. На разных почтовых марках Эдуарда VII также были сделаны надпечатки для различных видов гербовых сборов:
- «Cigarette Duty» (Пошлина на сигареты) (1909)
- «Customs Duty» (Таможенная пошлина) (1902)
- «Patent and Proprietary» (Сбор за патенты и запатентованные изделия) (1909)

Помимо этого, в период с 1909 года по 1910 год была выпущена марка нового рисунка с надписью «Patent and Proprietary» для пошлины на лекарственные средства, прежде чем Гербовый акт был отменён в 1911 году.
В статусе колонии Капская колония также выпустила множество штампованных гербовых марок.

## Капская провинция
В 1911 году на различных фискальных выпусках Капской колонии была сделана надпечатка англ. «PENALTY» (Штраф) для взимания штрафа за просрочку уплаты пошлин. В 1913 году их заменили южноафриканские штрафные марки. В 1940-х годах для уплаты пошлины на развлечения с билетов в театр и кино были выпущены марки различных рисунков с изображением герба ЮАР. Примерно в 1950 году их заменили марки с рисунком в виде цифр. В 1961 году марки с рисунком в виде цифр были перевыпущены с номиналами в южноафриканских рэндах, и они стали последними фискальными марками Капской колонии.

## Западный Грикваленд

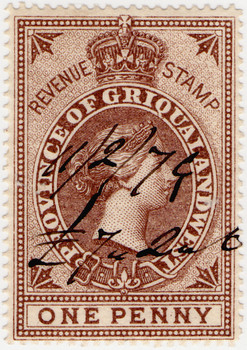
Фискальная марка Западного Грикваленда 1879 г.

После аннексии англичанами Западного Грикваленда первыми выпущенными фискальными марками стали фискальные марки Капской колонии с надпечаткой литеры «G», аналогичной надпечатке на почтовых марках. Известны различные типы этой надпечатки, при этом, начиная с 1900 года, было изготовлено множество подделок. Поэтому единственный способ проверить подлинность марок — наличие на них чётких оттисков почтовых штемпелей городов Грикваленда, например, Кимберли.
Вторая серия фискальных марок была выпущена в 1879 году. Она была напечатана в Лондоне и имела рисунок, аналогичный рисунку серии фискальных марок Трансвааля, выпущенной годом ранее. Эта серия состояла из одиннадцати марок номиналом от 1 пенни до 5 фунтов стерлингов. Марки высоких номиналов редки и пользуются спросом у коллекционеров. Они были изъяты из обращения годом позже, в 1880 году, когда провинция была аннексирована Капской колонией.

## Другие надпечатки
Помимо провинции Западный Грикваленд, надпечатки на фискальных марках Капской колонии также делались для использования в ряде других регионов Южной Африки. В их числе:
- Басутоленд (1900—1913)
- Протекторат Бечуаналенд (1903—1913)
- Британский Бечуаналенд (1887)
- Свазиленд (1904—1913)
- Трансвааль (1902)